# Синтра, Луиш Мигел
Луи́ш Миге́ль Си́нтра (порт. Luís Miguel Cintra, род. 2 апреля 1949, Мадрид) — португальский актёр и режиссёр, театральный критик, педагог.

## Биография
Сын крупного лингвиста Луиша Филипе Линдлей Синтры (1925—1991). Увлекся театром на филологическом факультете Лиссабонского университета, где изучал романскую филологию. Играл в пьесах Жила Висенте, Еврипида. В 1970—1972 по стипендии Фонда Гульбекяна учился в театральной школе Бристоля. Выступал как театральный критик. В 1973 стал одним из организаторов театральной компании Рог изобилия (порт. Teatro da Cornucópia). Руководил двумя книжными сериями, посвященными театру, преподавал в национальной Консерватории, ставил пьесы и играл во многих из них, выступал с чтением стихов и др.
Актёрское и режиссёрское творчество Л. М. Синтры достигает расцвета после Революции гвоздик. Его деятельность в театре отличается неустанным репертуарным и жанровым поиском, он часто обращается к поэзии.

## Избранные театральные постановки
- 1973: Мизантроп Мольера
- 1974 : Страх и нищета в Третьей империи Брехта
- 1977 : Казимир и Каролина Хорвата
- 1978 : Концерт по заявкам Ф. К. Крёца
- 1978 : Войцек Георга Бюхнера
- 1981 : Не можешь платить — не плати! Дарио Фо
- 1982 : Критский лабиринт Антониу Жозе да Силвы
- 1983 : Оратория на стихи Жила Висенте, Гёте и Брехта
- 1983 : Дальнейшие перспективы Крёца
- 1983 : Миссия Хайнера Мюллера
- 1984 : Симпатия Эдуардо Де Филиппо
- 1985 : Ричард III Шекспира
- 1985 : Остров мёртвых и Пасха Стриндберга
- 1986 : Отец Стриндберга
- 1986 : Соната призраков Стриндберга
- 1986 : Провинциалка Уильяма Уичерли
- 1988 : Ярмарочная забава Жила Висенте
- 1988: Смерть принца и другие отрывки Фернандо Пессоа
- 1989 : Публика Гарсиа Лорки
- 1990 : Медведь А. П. Чехова
- 1990 : Много шума из ничего Шекспира
- 1991 : Comédia de Rubena Жила Висенте
- 1992 : Миссия Хайнера Мюллера
- 1992 : Камзол Джо Ортона
- 1993 : Семь врат Бото Штрауса
- 1994 : Зимняя сказка Шекспира
- 1994 : Победа зимы и весны Жила Висенте
- 1995 : Splendid’s Жана Жене
- 1996 : Ауто Жила Висенте Алмейды Гаррета
- 1997 : Семь инфантов, по испанским хроникам
- 1998 : Гамлет-машина Хайнера Мюллера
- 1998 : Игра снов Стриндберга
- 1998 : Когда пройдет пять лет Гарсиа Лорки
- 1999 : Женитьба Фигаро Бомарше
- 2000 : Кузница любви и Цветник обманов Жила Висенте
- 2000 : Цимбелин Шекспира
- 2001 : Смерть Эмпедокла Гёльдерлина
- 2001 : Новый Меноза Якоба Ленца
- 2002 : Хорал Софии де Мелло Брейнер
- 2002 : История солдата Рамю
- 2002 : Фиест Сенеки
- 2002 : Жизнь есть сон Кальдерона
- 2003 : Тит Андроник Шекспира
- 2004 : Филодемо Камоэнса
- 2004 : Семейство Шроффенштейн Клейста
- 2004 : Жизнь Эзопа Антониу Жозе да Силвы
- 2004 : Что тот солдат, что этот Брехта
- 2005 : Стул Эдварда Бонда
- 2005 : Кровь на шее кошки Фасбиндера
- 2006 : Чайка Чехова
- 2006 : Филоктет Софокла
- 2007 : Юлий Цезарь Шекспира
- 2008 : Лес Островского
- 2008 : Дон Карлос Шиллера

## Оперные постановки
- 1987 : Дитя и чары Равеля
- 1987 : Дидона и Эней Пёрселла
- 1988 : Свадьба Фигаро Моцарта
- 1990 : Медведь Уильяма Уолтона (по Чехову)
- 1997 : Необитаемый остров Гайдна
- 2000 : Английская кошка Хенце
- 2004 : Волшебный напиток Франка Мартена
- 2005 : Медея Керубини
- 2009 : Иерусалим Вашку Мендонсы по Гонсалу Таваришу

## Роли в кино
С 1985 снялся в 17 фильмах Мануэла де Оливейры. Также играл у Джона Малковича (Танцующая наверху), Люка Бонди, Жуана Сезара Монтейру, Педру Кошты, Марии де Медейруш (Капитаны апреля) и др.
- 1999 — Капитаны апреля
- 2002 — Танцующая наверху
- 2009 — Причуды одной блондинки

## Награды и признание
- Орден Сантьяго (1998)
- премия Золотой глобус (1999)
- премия Фернандо Пессоа (2005)
- другие национальные награды.